# Liste der Kardinalskreierungen Pauls II.
Papst Paul II. (1464–1471) kreierte zehn Kardinäle in zwei Konsistorien.

## 18. September 1467
- Thomas Bourchier
- István Várdai
- Oliviero Carafa
- Amico Agnifili
- Marco Barbo (Kardinalnepot Pauls II.)
- Jean de La Balue
- Francesco della Rovere OFM (später Sixtus IV.)
- Teodoro Paleologo di Montferrato

## 21. November 1468
- Giovanni Battista Zeno
- Giovanni Michiel